# Alfa Romeo C43
Alfa Romeo C43 —  болід Формули-1, розроблений і виготовлений Альфа Ромео для участі в чемпіонаті Формули-1 2023.
Пілотами стали фін Вальттері Боттас та китаєць Чжоу Гуаньюй. Для обох пілотів це стало другим сезоном з командою Альфа Ромео.

## Розробка і дизайн
26 серпня 2022 року Alfa Romeo оголосила, що покине Формулу-1 наприкінці 2023 року, припинивши партнерство з Sauber. C43 став останнім болідом, розробленим Sauber, який виступав під брендом Alfa Romeo. 20 січня 2023 року було оголошено, що C43 буде представлено 7 лютого.

## Результати
| Рік      | Команда                  | Двигун         | Шини | Гонщик           | Гран-прі | Гран-прі | Гран-прі | Гран-прі | Гран-прі | Гран-прі | Гран-прі | Гран-прі | Гран-прі | Гран-прі | Гран-прі | Гран-прі | Гран-прі | Гран-прі | Гран-прі | Гран-прі | Гран-прі | Гран-прі | Гран-прі | Гран-прі | Гран-прі | Гран-прі | Очки | Місце |
| Рік      | Команда                  | Двигун         | Шини | Гонщик           | БАХ      | САУ      | АВС      | АЗЕ      | МАЯ      | МОН      | ІСП      | КАН      | АВТ      | ВЕЛ      | УГО      | БЕЛ      | НІД      | ІТА      | СІН      | ЯПО      | КАТ      | США      | МЕХ      | САП      | ЛВГ      | АБУ      | Очки | Місце |
| -------- | ------------------------ | -------------- | ---- | ---------------- | -------- | -------- | -------- | -------- | -------- | -------- | -------- | -------- | -------- | -------- | -------- | -------- | -------- | -------- | -------- | -------- | -------- | -------- | -------- | -------- | -------- | -------- | ---- | ----- |
| 2023     | Alfa Romeo F1 Team Stake | Ferrari 066/10 | P    | Вальттері Боттас | 8        | 18       | 11       | 18       | 13       | 11       | 19       | 10       | 15       | 12       | 12       | 12       | 14       | 10       | Схід     | Схід     | 8        | 12       | 14       | Схід     | 17       | 19       | 16   | 9     |
| 2023     | Alfa Romeo F1 Team Stake | Ferrari 066/10 | P    | Чжоу Гуаньюй     | 16       | 13       | 9        | Схід     | 16       | 13       | 9        | 16       | 12       | 15       | 16       | 13       | Схід     | 15       | 12       | 13       | 9        | 13       | 15       | Схід     | 15       | 17       | 16   | 9     |
| Джерело: |                          |                |      |                  |          |          |          |          |          |          |          |          |          |          |          |          |          |          |          |          |          |          |          |          |          |          |      |       |